# 倒卵叶枇杷
倒卵叶枇杷（学名：Eriobotrya obovata）为蔷薇科枇杷属的植物，是中国的特有植物。分布在中国大陆的云南等地，生长于海拔2,000米的地区，一般生于山坡丛林中，目前尚未由人工引种栽培。